# Offensive Moravie-Ostrava
Front de l'Est de la Seconde Guerre mondiale
Batailles
Front de l’Est

Prémices :
- Campagne de Pologne
- Guerre d’Hiver

Guerre germano-soviétique :
- 1941 : L'invasion de l'URSS

- Opération Barbarossa

Front nord : 
- Guerre de Continuation
- Opération Silberfuchs
- Siège de Léningrad

Front central : 
- 2e bataille de Brest-Litovsk
- Bataille de Białystok–Minsk
- 1re bataille de Smolensk
- Bataille de Kiev

Front sud : 
- Siège d'Odessa
- Campagne de Crimée

- 1941-1942 : La contre-offensive soviétique

Front nord : 
- Poche de Demiansk
- Poche de Kholm

Front central : 
- Bataille de Moscou

Front sud : 
- Seconde bataille de Kharkov

- 1942-1943 : De Fall Blau à 3e Kharkov

Front nord : 
- Offensive de Siniavino
- Opération Iskra
- Bataille de Krasny Bor
- Opération Poliarnaïa Zvezda

Front central : 
- Opération Mars

Front sud : 
- Bataille du Caucase (opération Fall Blau)
- Bataille de Stalingrad
- Opération Uranus
- Opération Saturne
- Offensive d'Ostrogojsk-Rossoch
- Offensive de Voronej-Kastornoe
- Opération Gallop
- Opération Étoile
- Troisième bataille de Kharkov

- 1943-1944 : Libération de l'Ukraine et de la Biélorussie

Front central : 
- 2e bataille de Smolensk
- Opération Bagration

Front sud : 
- Bataille de Koursk
- Bataille du Dniepr
- Offensive Dniepr-Carpates
- Offensive de Crimée
- Offensive de Lvov-Sandomir

- 1944-1945 : Campagnes d'Europe centrale et d'Allemagne

Allemagne : 
- Offensive Vistule-Oder
- Offensive de Poméranie orientale
- Siège de Breslau
- Offensive de Prusse-Orientale
- Bataille de Königsberg
- Bataille de Seelow
- Bataille de Bautzen
- Bataille de Berlin
- Capitulation allemande

Front nord et Finlande : 
- Guerre de Laponie
- Offensive Leningrad-Novgorod
- Bataille de Narva

Europe orientale : 
- Opération Margarethe
- Insurrection de Varsovie
- Soulèvement national slovaque
- Opération Panzerfaust
- Bataille de Budapest
- Opération Frühlingserwachen
- Offensive de Vienne
- Insurrection de Prague
- Offensive de Prague
- Bataille de Slivice

Front d’Europe de l’Ouest

Campagnes d'Afrique, du Moyen-Orient et de Méditerranée

Bataille de l’Atlantique

Guerre du Pacifique

Guerre sino-japonaise

Théâtre américain
L'offensive Moravie-Ostrava (russe : Моравско-Остравская наступательная операция) est une opération militaire de la Seconde Guerre mondiale lancée par l'Armée rouge qui dura du 10 mars au 6 mai 1945 et constitua la conquête soviétique de l'actuelle République tchèque orientale (la Moravie faisant également partie de la Silésie polonaise et tchèque).

### Source
- Piotr Hojka, Wodzisław Śląski i ziemia wodzisławska w czasie II wojny światowej, Museum of Wodzisław Śląski, 2011 (ISBN 978-83-932793-0-2)